# Krępna
Krępna est une localité polonaise de la gmina de Zdzieszowice, située dans le powiat de Krapkowice en voïvodie d'Opole.